# 腳本理論
脚本理论（英語：Script theory）是一个心理學理论，這個理論假定人的行為很大程度上依據一種稱為「腳本」的模式，這個腳本的功能與我們所知的「書面腳本」有類似的作用，人並依據這個腳本作為行為程序的依據。 Silvan Tomkins创建並发展了腳本理論，他還發展了情感理论，认为人类對情緒反应的刺激是一種「情感」。他注意到，人可以通過意識來影響純粹的生物反應，並在認知上產生行為，因此需要更多的東西來補足他所謂「人類理論」的完整解釋架構。
在腳本理論中，基本的分析單元稱為「場景（scene）」，場景的定義是「事件的體驗期間所觸發影響鏈接的事件序列」。Tomkins認為人類的情感體驗可以根據一些標準組合成一個模式，例如所涉及的人員、地點的類型以及情感經驗的效果強度，這些模式構成了腳本，並促使我們作出最大化正向影響以及儘量減少負面影響的行為。

## 人工智慧中的應用
罗杰·尚克、Robert P. Abelson及其研究小組在早期的人工智慧中，擴展並應用了Tomkins的腳本理論，將腳本作為表示過程性知識的方法 。在他們的工作中，腳本非常像是框架，描述特定上下文中的原型事件序列，並結構化表示。腳本也用於理解自然語言的系統，以根據系統應理解的情況來組織知識庫。

## 延伸閱讀
- Nathanson, Donald L. Shame and Pride: Affect, Sex, and the Birth of the Self. London: W.W. Norton, 1992
- Sedgwick, Eve Kosofsky and Adam Frank, eds. 1995. Shame and Its Sisters: A Silvan Tomkins Reader. Durham and London: Duke University Press.
- Tomkins, Silvan. "Script Theory". The Emergence of Personality. Eds. Joel Arnoff, A. I. Rabin, and Robert A. Zucker. New York: Springer Publishing Company, 1987. 147–216.